# Sant Esteve del Llop
Sant Esteve del Llop és un conjunt d'una ermita i un mas del municipi de Darnius (Alt Empordà) inclosos en l'Inventari del Patrimoni Arquitectònic de Catalunya.

## Mas de Sant Esteve del Llop
Mas situat a uns dos quilòmetres i mig del poble, de planta rectangular, de planta baixa i un pis. Està orientat a migdia. A ponent presenta un volum o cos afegit que s'utilitza com a graner i que disposa de coberta a dues vessants sustentada per cairats de fusta. Aquesta, a la seva plana baixa, consta de tres crugies perpendiculars a la façana principal que es cobreixen amb voltes de pedruscall. Com en altres masos de Darnius (Can Guilló, mas Genís, etc.) l'accés al pis és exterior, i es fa mitjançant una escala de pedra que hi ha damunt un porxo de pedruscall. El mas resulta d'una notable rusticitat, ja palesa en el mateix aparell dels murs (pedruscall) i en l'elementalitat del seu esquema arquitectònic.

## Ermita de Sant Esteve del Llop
Església de reduïdes dimensions amb una única absis semicircular. Als peus s'obrí una petita porta adovellada d'arc de mig punt. A sobre, centrant el frontis, un ull de bou, i més amunt, un campanar de cadireta. L'absis posseeix una minúscula finestra d'obertura a l'interior, d'arc de mig punt monolític. Hi ha també dues dependències que estan adossades al mur de migdia. A l'interior observem que la nau té coberta de fusta, mentre la volta de l'absis és de pedra. Com és freqüent en temples d'aquesta comarca (Darnius, Agullana, Maçanet, etc.) la separació entre la nau i l'absis es realitza mitjançant un arc triomfal; aquí està construït amb carreus i pedres ben tallades. Tot l'interior menys aquest arc està cobert d'arrebossat de calç. El parament dels murs ofereix certes particularitats. Així mentre el de la nau -amb dos contraforts a cada banda- està constituït per pedres grans sense treballar, el de l'absis el formen pedres més petites i quelcom més treballades que tendeixen a formar filades. Aquesta diferència ens indica una major antiguitat de l'absis, que seria del segle xi, respecte a la nau, podem datar-la a l'entorn del segle xv.

## Història
Segons Monsalvatge l'ermita havia estat propietat dels templers, i anteriorment, durant el segle xiv, priorat benedictí dependent de Sant Genís de Fontanes. Malgrat aquesta hipòtesi el temple apareix en els nomenclàtors del segle xiv com senzilla capella sufragània de la parroquial de Darnius (capella Sancti Stephani de Careriis, in parrochia Sancte Marie de Darnicibus), el qual invalida la idea que es tractava d'un priorat.